# Sabian
Sabian è un'azienda canadese produttrice e designer di piatti musicali. Si tratta di uno dei principali produttori al mondo.

## Storia
L'azienda è stata fondata nel 1981 a Meductic, Nuovo Brunswick, in Canada da Robert Zildjian, figlio di Avedis Zildjian III, il fondatore dell'Avedis Zildjian Company. La tradizione di famiglia vuole che a capo dell'azienda sarebbe stato il figlio maggiore. Dopo che Avedis Zildjian morì nel 1979, Armand (che al tempo era presidente dell'azienda) è diventato presidente del consiglio di amministrazione. Questo ha portato a una disputa familiare e ad una controversia legale tra Robert e Armand che ha portato il primo a fondare la Sabian. Le due aziende continuano ad essere rivali, e sono entrambe le società costruttrici di piatti più famose al mondo.
L'insediamento ha dato a Robert Zildjian la fabbrica canadese che all'epoca produceva in maggioranza la linea di piatti K. La linea, fabbricata unicamente in Turchia, è cessata da questo momento. Robert non ha accettato di usare il nome "Zildjian" o pretendere di produrre gli stessi piatti. Alcuni dicono che la differenza più significativa tra i piatti di produzione Zildjian e Sabian è che la prima utilizza per lo più una lega morbida, dal suono maturo, mentre Sabian ne utilizza una più dura. Altri affermano che essi si distinguano per il tipo di suono facilmente distinguibili, affermando che i Sabian siano relativamente più spessi per il loro peso, e che i Zildjian abbiano una risposta più rapida (o attacco), quindi il suono tende ad essere più maturo.
Robert Zildjian ha formato la parola "Sabian" con le prime due lettere dei nomi dei suoi tre figli Sally, Billy e Andy ed ha inizialmente creato due linee di piatti, HH e AA entrambi fabbricati con la lega tradizionale in bronzo. Oggi il presidente dell'azienda è Andy Zildjian, il più giovane della famiglia.

## Linee di piatti

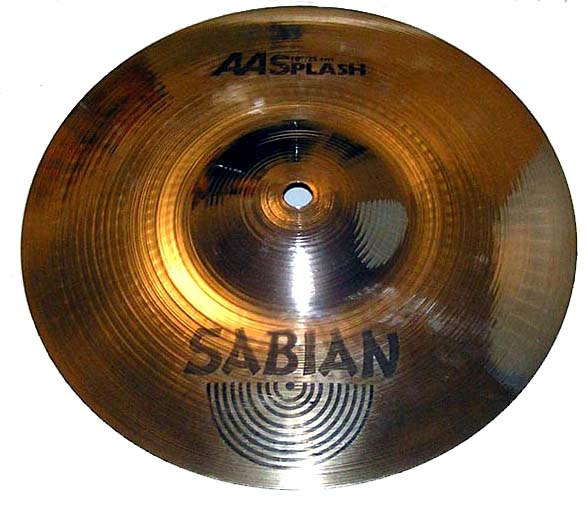
Uno Splash della serie AA

### Linee in produzione

#### Sound concentrato
- SBr - Abbreviazione di "Sabian Brass", la serie SBr è la linea di piatti meno costosa, e viene realizzata in ottone. Introdotta nel 2010, sostituisce la linea Solar.
- B8X (Focused Bright) - Piatti di base realizzati in lega di bronzo B8 (92% rame, 8% stagno). Introdotti nel 2015, vanno a sostituire le serie B8 e B8 Pro.

#### Sound vintage
- XSR (Vintage Brilliant) - Piatti di livello intermedio fatti in bronzo B20 (80% rame, 20% stagno con tracce di argento). Serie introdotta nel 2016 che va a sostituire la serie Xs20.
- HH (Vintage Dark) - Acronimo di Hand Hammered. Come implica il nome, questi piatti sono martellati manualmente dagli artigiani Sabian. Su ognuno di questi viene applicato uno stile e un tocco differente, e la potenza e la collocazione dei colpi varia, dando ad ogni piatto HH una diversa tonalità.
- AA (Vintage Bright) - Abbreviazione di Automated Anvil, questi piatti sono costruiti completamente in modo industriale. Hanno un suono classico e luminoso che è adatto a molti tipi di musica.

#### Sound moderno
- AAX (Modern Bright) - Piatti messi a punto con le stesse tecniche degli AA, ma con l'aggiunta del Dynamic Focus, che elimina tutte le distorsioni ed incrementa la chiarezza del suono. Nonostante ciò questa linea di piatti è in grado di suonare ugualmente con ogni tipo di volume.
- HHX (Modern Dark) - Piatti costruiti con le stesse tecniche della serie HH, ma con un diverso tipo di design chiamato Tone Projection, il quale aumenta la loro efficacia.
  - Legacy ed Evolution - Due serie di piatti parallele agli HHX disegnati con l'aiuto del batterista fusion statunitense Dave Weckl. I Legacy sono realizzati in una finitura tradizionale, mentre gli Evolution vengono fatti in finitura brillante.
  - Anthology - Serie sviluppata in collaborazione con il batterista svizzero Jojo Mayer, questi piatti non sono suddivisi con le classiche etichette di crash o ride ma in base al profilo della campana.

#### Sound creativo
- Paragon (Powerful) - Serie di piatti firmati dal batterista progressive rock canadese Neil Peart. Essi includono una finitura martellata a mano e una colorazione simile all'ottone. La linea Paragon combina gli elementi delle serie AA, HH e AAX per creare un suono potente e versatile allo stesso tempo. Inizialmente veniva sviluppata solamente in finitura tradizionale, ma dal 2009 la serie Paragon è disponibile anche in finitura brillante. Tutti questi piatti sono costruiti nelle misure che Neil preferisce personalmente.
- Artisan (Masterpiece) - Linea top di gamma, realizzata in bronzo B20 e completamente martellata a mano. Precedentemente gli Artisan facevano parte della linea Vault, andata poi fuori produzione nel 2012.

#### Altre linee
- SR2 - Linea di piatti usati e ricondizionati in fabbrica, poi rivenduti a prezzi scontati.
- Quiet Tone - Piatti perforati da studio a basso volume.
- FRX - Piatti in bronzo B20 che grazie ad una particolare foratura subiscono un taglio di specifiche frequenze, abbassandone il volume.

### Tipologie di piatti
- O-Zone - Tipologia di piatto, introdotta nel 2002 come parte della serie HHX Evolution, che presenta una serie di otto fori dal diametro di 5 centimetri. Questo accorgimento accorcia il decadimento del suono del piatto e gli dona una timbrica più trashy, ponendolo acusticamente a metà strada tra un classico crash ed un china. In seguito questa tipologia di piatto si è fatta strada anche tra le altre linee di produzione Sabian. Una variante di questa tipologia sono gli Aero, introdotti nel 2011, i quali presentano molti più fori di diametro decisamente più contenuto rispetto ai classici O-Zone.
- OMNI - Una serie di piatti ideata insieme al batterista svizzero Jojo Mayer. Sono stati realizzati con lo scopo di unire il suono di un crash e un ride in un solo piatto. Inizialmente disponibili solamente in due misure (18 e 22 pollici) nella linea AAX, la serie si espande con due ulteriori modelli inseriti nella linea HHX nelle misure 19" e 22".
- Big & Ugly - Nel 2015 Sabian comincia a produrre piatti d'ispirazione tradizionale turca unita a caratteristiche più moderne. Questi piatti prendono il loro nome dalle dimensioni generose dei modelli offerti e dal fatto che presentano finiture molto grezze. Inizialmente erano disponibili solamente sei modelli di ride, ma negli anni vennero introdotti anche dei crash e degli hi-hat.
- Rocktagon - Piatto dalla forma ottagonale, la quale conferisce allo strumento un suono scuro, secco e trashy.

### Linee fuori produzione
- APX - Quella APX è stata la prima linea professionale di piatti realizzati in bronzo B8 in casa Sabian, in produzione dal 2008. Questi hanno un suono luminoso e aggressivo, e vengono spesso scelti da batteristi rock e metal. La finitura è tradizionale. Usciti di produzione dal 2015.
- Signature - Piatti sviluppati con l'assistenza di alcuni batteristi che usano prodotti Sabian. I primi piatti Signature furono sviluppati in collaborazione con Jack DeJohnette nel 1989. I piatti Signature furono accorpati alla linea Vault nel 2005.
- Vault - Linea di piatti che comprendeva i modelli più sperimentali e particolari, alcuni realizzati in collaborazione con gli endorser Sabian. In produzione dal 2005, nel 2012 i piatti di questa serie sono stati accorpati alla linea AAX con la nomea AAX V, mentre i Vault Artisan sono andati a costituire una linea indipendente dal resto della produzione. I piatti sviluppati in collaborazione con gli endorser sono invece stati accorpati alle linee di piatti già esistenti giudicate più consone.

### Crescent Cymbals
Nel 2014 la Crescent Cymbals annuncia una partnership con la Sabian, con quest'ultima che va ad occuparsi della produzione nordamericana. In seguito l'intera produzione Crescent viene presa in carico da Sabian. Nel gennaio 2015 viene annunciata l'acquisizione della Cymbal Masters, detentrice del marchio Crescent, da parte della Sabian. Da allora i piatti Crescent vengono prodotti e distribuiti da Sabian. Sono in produzione le linee Hammertone (linea signature di Jeff Hamilton), Stanton Moore ed Elements, mentre la vecchia serie Vanguard è stata assorbita dalla linea HH.

## Endorser
- Neil Peart - Rush.
- Dave Weckl - Dave Weckl Band, solista.
- Dom Famularo - insegnante di batteria, solista.
- Phil Collins - Genesis, solista.
- Mike Portnoy - Dream Theater, Liquid Tension Experiment, Adrenaline Mob, Transatlantic, The Winery Dogs
- Carmine Appice - Vanilla Fudge, Cactus, Rod Stewart, King Kobra, Blue Murder, Carmine Appice's Guitar Zeus, solista.
- Terry Bozzio - Frank Zappa, Missing Persons, solista.
- Billy Cobham - solista, Billy Cobham Band.
- Jimmy Cobb - John Coltrane, Sarah Vaughan, Billie Holiday, solista.
- Jason Costa - All That Remains
- Al Foster - Miles Davis, solista.
- Jack DeJohnette - Miles Davis.
- Joe Morello - Dave Brubeck Quartet.
- Bernard Purdie - musicista di seduta.
- Tony Royster Jr. - solista.
- Ed Shaughnessy - artista recording.
- Ed Thigpen - artista recording.
- Chester Thompson - Phil Collins band, Genesis.
- Bill Ward - Black Sabbath.
- Todd Sucherman - Styx
- Ray Luzier - Korn, Army of Anyone, Billy Shehaan, David Lee Roth.
- Christian Meyer - Elio e le Storie Tese, Trio Bobo.
- The Rev - Avenged Sevenfold.
- David Garibaldi - Tower of Power.
- Daniel Adair - Nickelback.
- Daniel Erlandsson - Arch Enemy.
- Brandon Barnes - Rise Against.
- Mike Baird - Vasco Rossi.
- Sean Kinney - Alice in Chains.
- Johnny Kelly - Type O Negative, Danzig, Black Label Society.
- Jojo Mayer
- Roy Mayorga - Stone Sour
- Christoph Schneider - Rammstein
- Jocke Wallgren - Amon Amarth